# エリック・カズ
エリック・カズ（Eric Kaz、1946年1月21日 - ）は、ニューヨークのブルックリン区で生まれたアメリカ人シンガーソングライター。自身のソロ作品に加えて、ブルース・マグースの4枚目と5枚目のアルバム、『ネヴァー・ゴーイン・バック・トゥ・ジョージア』『ガルフ・コースト・バウンド』にメンバーとして参加した。カズはASCAPとCMAから多くの称賛と賞を受賞し、ポップスとR&Bでトップ10ヒット、ジョージ・ストレイトによるナンバー1カントリー・ヒットと、 マイケル・ボルトンによる「That's What Love is All」を含む他の数多くのアダルト・コンテンポラリーとして知られるヒットをとばした。また、1970年代後半にユナイテッド・アーティスツ・レーベルからリリースされた2枚のアルバムで、ピュア・プレイリー・リーグのクレイグ・フラーやブラッド・スウェット・アンド・ティアーズのスティーヴ・カッツらとともに、アメリカン・フライヤーのメンバーを務めた。 

## 音楽
エリック・カズはパフォーマーとして大きな商業的成功を収めることはなかったが、何十年も一貫してソングライターとして脚光を浴びてきた。カズの代表的な作品は以下の通り： 
- 「ラヴ・ハズ・ノー・プライド (Love Has No Pride)」（リビー・タイタスとの共作）、リンダ・ロンシュタットのヒット曲、ジョニー・キャッシュ、ダリル・ブレイスウェイト、ボニー・レイット、スーザン・ジャックス、トレーシー・ネルソン、リタ・クーリッジ、リン・アンダーソン、ポール・ヤング、ミシェル・ライト、ジェーン・モンハイト、ロッド・スチュワートとラナ・ウルフなども演奏した[7]
- 「ウィンター・ライト (Winter Light)」（Zbigniew Preisnerとリンダ・ロンシュタットとの共作）、リンダ・ロンシュタットとサラ・ブライトマンによって演奏される
- ボニー・レイットとリンダ・ロンシュタットによる「クライ・ライク・ア・レインストーム (Cry Like a Rainstorm)」
- リンダ・ロンシュタットによる「I Won't Be Hangin Round」
- ランディ・マイズナーによる「Gotta Get Away」
- ボニー・レイットによる「Angel」
- ボニー・レイットによる「River of Tears」
- リンダ・ロンシュタットによる「Sorrow Lives Here」
- キム・カーンズ、タニヤ・タッカー、スージー・ボガスによる「スティル・ホールド・オン (Still Hold On)」
- キキ・ディーによる「There's a Need」 (キキ・ディーとの共作）
- ジョージ・ストレイトによる「I Cross My Heart」
- ケニー・ロジャースによる「The Vows Go Unbroken（Always True to You）」
- アリソン・クラウス・アンド・ユニオン・ステーションによる「I'm Gone」
- クレイ・ウォーカーによる「月に催眠術をかける (Hypnotize the Moon)」
- ベス・ニールセン・チャップマンによる「All I Have」
- 「(I am) Blowing Away」ボニー・レイット、リンダ・ロンシュタット、シェール、ジョーン・バエズ
- ドン・ジョンソンによる「ハートビート (Heartbeat)」（ウェンディ・ウォルドマンとの共作）

カズはまた、ブライアン・デ・パルマ監督による、ともにロバート・デニーロ主演の1968年と1970年の映画『ロバート・デ・ニーロのブルーマンハッタン/BLUE MANHATAN2・黄昏のニューヨーク』と『ロバート・デ・ニーロのブルーマンハッタン/BLUE MANHATAN1・哀愁の摩天楼』の記憶に残るテーマソングを含む音楽を提供した。

## ディスコグラフィ

### スタジオ・アルバム
- 『イフ・ユアー・ロンリー』 - If You're Lonely (1972年、Atlantic) ※エリック・ジャスティン・カズ名義
- 『カル・デ・サック』 - Cul-De-Sac (1974年、Atlantic)
- 『クレイグ・フラー&エリック・カズ』 - Craig Fuller / Eric Kaz (1978年、Columbia) ※with クレイグ・フラー
- 『1000年の悲しみ』 - 1000 Years Of Sorrow (2002年、Slice Of Life)
- 『エリック・カズ: 41年目の再会』 - Eric Kaz (2015年、Slice Of Life)